# Eta Eridani
Eta Eridani (Azha, η Eri) – gwiazda w gwiazdozbiorze Erydanu, odległa od Słońca o około 137 lat świetlnych.

## Nazwa
Tradycyjna nazwa gwiazdy, Azha, wywodzi się od arabskiego ‏أزهى‎ azḥā lub jego perskiego odpowiednika ‏آشيانه‎ āšiyāne, co oznacza „strusie gniazdo” i nawiązuje do arabskiego asteryzmu. Międzynarodowa Unia Astronomiczna w 2016 roku formalnie zatwierdziła użycie nazwy Azha dla określenia tej gwiazdy.

## Charakterystyka
Eta Eridani jest olbrzymem należącym do typu widmowego K1. Azha jest 59 razy jaśniejsza niż Słońce i ma 12 raza większą średnicę, ma temperaturę fotosfery równą 4650 K. W jądrze gwiazdy zachodzą reakcje syntezy helu w węgiel i tlen, a w jego otoczce trwa synteza wodoru w hel.
Są różne oszacowania zawartości metali w tej gwieździe, najprawdopodobniej jest ona bliska słonecznej, z lekkim wzbogaceniem w pierwiastki o parzystych liczbach atomowych, jak bar. Eta Eridani jest w umiarkowanym stopniu gwiazdą barową, czasem określaną jako „pół-barowa”. Chociaż większość gwiazd barowych jest w układach podwójnych, dotychczas nie odkryto towarzysza tej gwiazdy.